# 柳一鎬
柳 一鎬（ユ・イルホ、韓国語: 유일호、1955年3月30日 - ）は、韓国の政治家、大学教授。同国の国務総理権限代行、経済副首相、国土交通部長官、企画財政部長官（財務大臣に相当）など要職を歴任。クリーブランド州立大学客員教授、韓国開発研究院（KDI）国際政策大学院教授なども務めた。
本貫は全州柳氏。父親は民主韓国党の総裁を務めた柳致松。

## 経歴
1955年3月30日、ソウル出身。慶北小学校、京畿高等学校、ソウル大学校経済大学を卒業後、ペンシルベニア大学大学院にて経済学博士を取得し、1987年からクリーブランド州立大学の客員教授。1989年に韓国開発研究院（KDI）の研究員となり、以降は韓国金融学会や韓国経済学会といった経済に関する研究組織の要職を歴任する。2002年よりKDI国際政策大学院教授に就任。2006年6月2日に父親で保守政治家だった柳致松を亡くしている。

### 政界入り
2008年4月の第18代総選挙にハンナラ党から出馬し当選。2011年5月からは党内部代表を務め、セヌリ党に党名が変更されても留任した。2013年5月には党広報担当となり、2014年からは党政策委員会の首席副議長、後に議長に就任した。
2012年12月24日、大統領就任を控えた朴槿恵は秘書室長に柳を指名。2015年3月16日、国土交通部長官に就任。第19代総選挙出馬を期すため同年11月11日をもって退任し党務に戻ったが、わずか2ヶ月後の2016年1月に企画財政部長官に就任した。この人事によって朴槿恵大統領は野党より「リサイクル人事」「回転ドア人事」と批判されることとなった。柳は同時に、企画財政部長官が兼任することが定められている経済副首相にも就任した。

### 経済副首相
2015年2月に終了した日韓間の通貨スワップ協定の再開を目指し、柳は副首相兼企画財政部長官に就任する前から動いた。1月11日に就任に必要な人事聴聞会にて、日韓間通貨スワップの拡大について言及する。8月27日、韓国側の要請でソウルで開かれた日本との財務対話（財務大臣会議）において、スワップ再開に向けた議論を開始することで麻生太郎財務大臣ら日本側と合意した。その後、朴槿恵大統領の長年の知人・崔順実の国政介入疑惑が明るみに出て以降は朴槿恵政権の足元が揺らぎ始め、スワップ再開交渉も停滞。11月2日には朴槿恵が任鍾龍金融委員長を企画財政部長官に指名したが国会の承認もままならず、12月9日に国会で朴槿恵の弾劾訴追案が可決され職務停止となり、黄教安国務総理による暫定政権となったことにより結局は柳一鎬が企画財政部長官を続投することとなった。日韓両国は釜山の日本総領事館前に慰安婦問題を象徴する少女像（慰安婦像）が設置されたことをめぐって対立状態に陥り、日本側がスワップ再開交渉中断などの措置を発表すると「我が国の立場から（スワップ再開は）欲しがるものはなく、頼らない」との考えを示した。
経済副首相として労働改革にも取り組み、経済活性化法案の成立などを期したが結局は朴槿恵政権下で成立させることはできなかった。
2017年3月に朴槿恵は大統領職を罷免され、2017年5月9日に繰り上げ実施された第19代大統領選挙では野党・共に民主党の文在寅が当選。黄教安国務総理は翌10日に就任した文在寅大統領に辞意を表明し、いったんは慰留されたものの翌11日には一転して認められ退任。副首相である柳が国務総理権限代行を務めることとなった。同年5月31日に李洛淵が国務総理に就任し、権限代行を退任。その後、6月8日には企画財政部長官および経済副首相を退任した。

### その後
2020年10月9日に国民の力の2021年ソウル市長と釜山市長補欠選挙対策委員長に内定されたが、3日後に内定が撤回された。

## 選挙歴
| 当落 | 選挙         | 執行日        | 年齢 | 選挙区         | 政党       | 得票数    | 得票率 | 定数 | 得票順位 /候補者数 | 政党内比例順位 /政党当選者数 |
| ---- | ------------ | ------------- | ---- | -------------- | ---------- | --------- | ------ | ---- | ------------------ | ---------------------------- |
| 当   | 第18代総選挙 | 2008年4月9日  | 53   | 松坡区乙選挙区 | ハンナラ党 | 3万9089票 | 61.98% | 1    | 1/3                | /                            |
| 当   | 第19代総選挙 | 2012年4月11日 | 57   | 松坡区乙選挙区 | セヌリ党   | 4万9929票 | 49.94% | 1    | 1/3                | /                            |

## エピソード
代表的な親朴（槿恵）系の政治家である。
1996年に親戚の依頼により柳夫妻が共に連帯保証人となったが、親戚の事業の失敗により巨額な借金を背負うようになった。2003年にアパートが裁判所の競売に移り、預金通帳も差し押さえられた。